# Massacre d'El Ouffia
L'affaire d'El Ouffia a lieu en avril 1832 au début de la conquête de l'Algérie par la France : il s'agit du massacre de la tribu d'El Ouffia par le 1er régiment de chasseurs d'Afrique du colonel Maximilien Joseph Schauenburg à l'époque où le commandant en chef en Algérie est le général Savary (duc de Rovigo).

## Historique

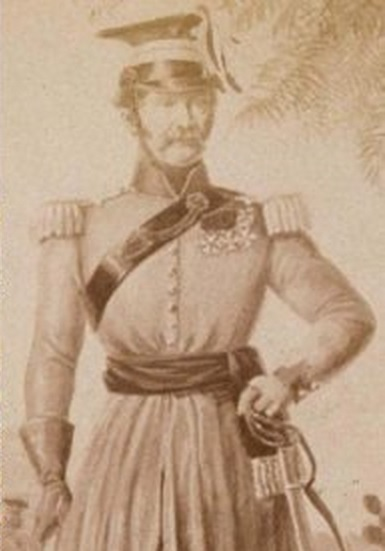
Maximilien Joseph Schauenburg

### Origines de l'affaire
Un ouvrage publié en 1850, L'Univers : histoire et description de tous les peuples, rapporte que :

« Des envoyés d'un chef du Sahara de Constantine, députés à Alger, après avoir rempli leur mission auprès du commandant en chef, se mirent en route pour retourner dans leur pays. Arrivés sur le territoire de la tribu des Oufella, ils furent dépouillés par les habitants. »

Cet épisode se situe dans le cadre du conflit qui oppose à cette époque Ahmed Bey, bey de Constantine, toujours à son poste malgré la prise d'Alger par les Français en 1830, et des alliés de l'ancien bey de Médéa, Mostéfa Boumezrag. Celui-ci a fait sa reddition en novembre 1830, mais auparavant, il avait proclamé la destitution d'Ahmed Bey et nommé à sa place Ibrahim Bey, gendre du cheikh el Arab Si Ali Bey Ould Ferhat Ben Said, chef de tribu du Sahara. En réplique, Ahmed Bey avait nommé son oncle Ben Gannah « agha du désert et des oasis ». À la suite des combats entre Ferhat ben Said et Ben Gannah, le premier était entré en relation avec le commandant en chef français, le général Savary, et c'est sa délégation qui est dépouillée au retour par la tribu des Ouffella.
Celle-ci habitait au sud-est d'Alger, sur le territoire devenu une commune de banlieue, El Harrach (Maison Carrée à l'époque coloniale), étant chargée à l'époque de la régence d'Alger de la garde du fort établi par les Algériens.

### Le massacre de la tribu d'El Ouffia
L'ouvrage cité plus haut indique ensuite :

« Pour venger cette violation odieuse des devoirs de l'hospitalité, qui était aussi une insulte faite à la France, puisque ces envoyés emportaient des présents destinés par le général Rovigo à leur maître, une expédition nocturne fut dirigée contre les coupables. La tribu, surprise à la pointe du jour, subit un châtiment des plus rigoureux ; son chef, fait prisonnier, fut amené à Alger, mis en jugement, condamné et exécuté. Un très-grand nombre d'indigènes périrent dans cette affaire. La destruction de la tribu d'El-Ouffia avait eu lieu le 10 avril 1832. »

C'est en fait dans la nuit du 6 avril 1832 au 7 avril 1832 que le massacre a lieu. Une centaine de personnes est tuée, quatre hommes seulement en réchappent.
Dans son ouvrage L'Afrique française publié en 1846, Pierre Christian relate les événements ainsi :

« En vertu des instructions du général en chef de Rovigo, un corps de troupe sorti d’Alger, pendant la nuit du 6 avril 1832, surprit au point du jour la tribu endormie sous ses tentes, et égorgea tous les malheureux El-Ouffia sans qu’un seul chercha même à se défendre. Tout ce qui vivait fut voué à la mort ; on ne fit aucune distinction d’âge ni de sexe. Au retour de cette honteuse expédition, nos cavaliers portaient des têtes au bout des lances. »

Victor Anédée Dieuzaide évoque également le massacre de la tribu dans son Histoire de l'Algérie 1830-1878, publié en 1882 :

« Tout le bétail fut vendu à l'agent consulaire du Danemark. Le reste du butin fut exposé au marché de la porte Bab-Azoun (à Alger). On y voyait des bracelets de femme qui entouraient encore des poignets coupés, et des boucles d'oreilles pendant à des lambeaux de chair. Le produit des ventes fut partagé entre les égorgeurs. Dans l'ordre du jour du 8 avril, qui atteignit les dernières limites de l'infamie, le général en chef [Rovigo] eut l'impudence de féliciter les troupes de l'ardeur et de l'intelligence qu'elles avaient déployées. Le soir de cette journée à jamais néfaste, la police ordonna aux Maures d'Alger d'illuminer leurs boutiques, en signe de réjouissance. »

### Les suites du massacre

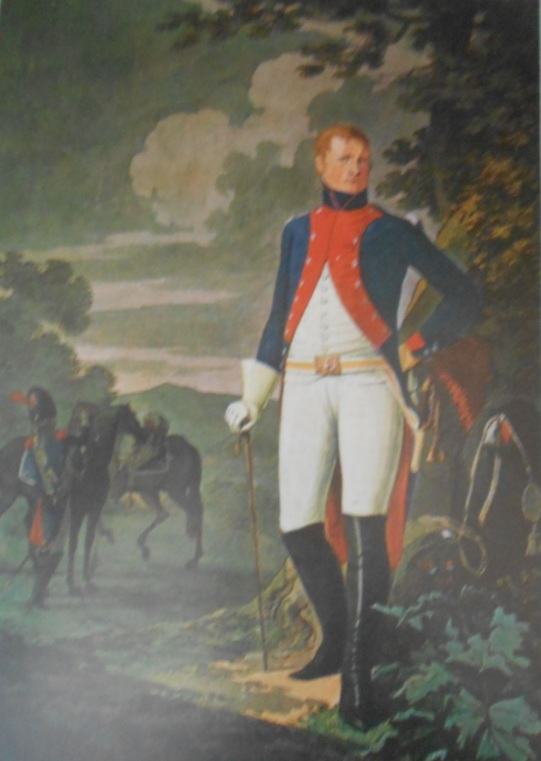
Maximilien Joseph Schauenburg

Une coalition de tribus arabes se forme autour d'Hadj Mohieddine (Mahiedine Hadj seghir M'hammed M'barek) et vient assiéger Alger. Une première bataille a lieu le 1er octobre 1832, une seconde le  3 octobre 1832. Les attaquants se retirent et les généraux de Faudoas et Brossard décident une opération de pacification dans trois villes. Le même auteur rapporte les faits:

« À la suite de cette exécution, soit que les Arabes voulussent venger leurs compatriotes, soit que la saison fût devenue plus favorable pour leurs entreprises, les prédications fanatiques recommencèrent; des provocations nous furent adressées, et une coalition nouvelle se constitua. Notre agha fit d'abord tous ses efforts pour ramener le calme dans les esprits et éviter la guerre. Mahiedine hadj seghir n'était pas dévoué à nos intérêts; mais la douceur de son caractère le portait à condamner toutes les tentatives qui troublaient l'ordre. Cependant le mouvement devint tellement général, qu'il se laissa lui-même entraîner, et depuis cette époque il resta notre ennemi. Le commandant en chef sembla pendant quelques semaines vouloir se contenter d'observer les mouvements des insurgés. Lorsqu'il les vit se rassembler et s'enhardir jusqu'à annoncer l'intention de venir nous attaquer dans nos retranchements, il adopta des dispositions vigoureuses pour les disperser. Une première rencontre leur fut fatale le ler octobre; deux jours après, atteints par le général Faudoas, ils éprouvèrent de grandes pertes. Découragés par le mauvais succès de leur entreprise, les confédérés se retirèrent. Les hostilités continuèrent pourtant sur quelques points; les colonnes françaises conduites par le général Faudoas et par le général Brossard visitèrent successivement Koléah, Boufarik, Blidah, et forcèrent les tribus à implorer la paix. »

## Le1erRégiment de Chasseurs d'Afrique
De 1830 à 1834 le nouveau corps de cavalerie connu sous le nom de Chasseurs d'Afrique ou 1er régiment de chasseurs d'Afrique est composé de Français et d'indigènes algériens Arabes.